# بين رودس (سائق سباق)
بين رودس (بالإنجليزية: Ben Rhodes)‏ هو سائق سباق أمريكي، ولد في 21 فبراير 1997 في لويفيل في الولايات المتحدة.

## الحياة الشخصية
رودس هو ابن لوري وجو رودس. والده هو رئيس شركة ألفا إنرجي سوليوشنز للخدمات الميكانيكية ومقرها كنتاكي والتي رعت جهود بن في السباق.

## وصلات خارجية
- الموقع الرسمي
- بين رودس على موقع Racing-Reference.info (الإنجليزية)